# Patricia Davies
Patricia Davies   (5 de desembre de 1956) va ser una jugadora d'hoquei sobre herba zimbabuesa que va competir durant la dècada de 1970.
El 1980 va prendre part en els Jocs Olímpics de Moscou, on guanyà la medalla d'or en la competició d'hoquei sobre herba.